# 商姓
商姓為漢族姓氏之一，在《百家姓》中排第487位，在中國姓氏中數量排名第244位。

## 起源
一為中國歷史商朝王族後人，原是子姓，國滅之後，後人以國名為姓氏。
二即秦國政治家商鞅之後人，本為姬姓，後代以其封邑（商邑）為姓。郡望有汝南、京兆和濮陽，其主要堂號有：鲁忠堂、追遠堂與半野堂。

## 延伸阅读
[在维基数据编辑]
 《百家姓》
 《欽定古今圖書集成·明倫彙編·氏族典·商姓部》，出自陈梦雷《古今圖書集成》